# Famille Deák
La famille Deák de Kehida (en hongrois : kehidai Deák) est une famille de la noblesse hongroise. Son membre le plus éminent est Ferenc Deák (1803-1876), figure patriotique hongroise surnommé le « Le sage de la nation ».

## Origines
La famille Deák est originaire de comitat Zala. Elle remonte au XVIIe siècle. Ses ancêtres sont des serfs de Zsitkóc, village appartenant à la famille Bánffy de Alsólendva. Le premier membre connu est János Deák, serf près du village de Dobrok et propriétaire de vignes et de terres arables. Il est libéré de son servage avant 1644 par le comte Kristóf Bánffy et ne paie ainsi plus la dîme ni d'impôt foncier. Cette charte faisant de lui un homme libre est perdue durant des attaques turques mais son état est confirmé en 1675. Il a deux fils, Mihály, l'aîné, et Péter Deák.
À la mort du comte Kristóf Bánffy, le domaine de Alsólendva passe à la famille Nádasdy. Le comte Ferenc II Nádasdy, juge suprême du Royaume de Hongrie, confirme en 1648 leur statut d'hommes libres.
Les frères Mihály et Péter prêtent en 1665 la somme de trois cents couronnes d'argent à leur seigneur Nádasdy qui leur fait don du domaine de Csetert sur lequel une maison est construite, ainsi que de 17 acres de terre. Après ce don et sur intervention du comte Ferenc Nádasdy, les deux frères sont enregistrés à Vienne le 22 décembre 1665 comme nobles et reçoivent des armoiries de la part du Léopold Ier de Hongrie.
Le mot et nom "Deák" vient du latin diaconus (chanoine). Il désigne en Hongrie à partir du XVIe siècle un étudiant. De là le blason de la famille représentant un bras écrivant dans un livre ouvert.

## Membres notables
- Péter Deák (†1752), petit-noble du comté de Zala, il achète avec son épouse les fiefs de Tárnok, Szentgyörgy et Oroszlány. Il est trésorier du district de Egerszeg puis juge des nobles de ce même district.
  - László Deák (1744-1783), auditeur (ou "assistant de juge" ; számvevő en hongrois) du comté de Zala, seigneur de Gébárt. Fils du précédent (2e mariage).
  - Gábor Deák (hu) (1730–1788), juge (táblabíró) du comté de Zala. Demi-frère du précédent, il est l'époux de Anna Hertelendy (hu), fille de Gábor Hertelendy (1713–1757), alispán de Zala. Par ce mariage, la famille hérite du domaine de Kehida et fait ainsi partie des riches propriétaires du comté, avec 78 serfs et 57 habitants répartis dans 8 domaines féodaux dont Tárnok et Kehida où un manoir est construit dans les années 1740.
    - József Deák (1764-1831), juge du comté, garde du corps du roi (királyi testőr), 1er lieutenant (főhadnagy).  
      - Gábor Deák (hu) (1812–1848), garde du corps du roi, capitaine. Fils du précédent.
      - Lajos Deák (hu) (1817–1879), garde du corps du roi, capitaine au 47e bataillon de la Honvéd lors de la Révolution hongroise de 1848.
        - Péter Deák (1864-1921), chef de la police (rendőrfőkapitány) de Nagykanizsa. Fils du précédent.

      - József Deák (1803-1871), président du Conseil royal (m. kir. táblai tanácselnök).
        - Mihály Deák (1838-1908), grand propriétaire, ingénieur ministériel en chef. Chef du précédent.

    - Ferenc Deák (hu) (1761-1808), juge des nobles en chef (főszolgabíró) du comitat de Zala, grand propriétaire. Père du suivant.
      - Antal Deák (hu) (1789–1842), juge(táblabíró), nommé à plusieurs reprises député du comté au parlement, il fut alispán de Zala.
      - Ferenc Deák (1803-1876), homme politique et figure patriotique hongroise.

## Pour approfondir